# Rupko Godec
Rupko (Rupert) Godec, slovenski pravnik, univerzitetni profesor, urednik in publicist, * 24. september 1925, Ljubljana, † junij 2022

## Življenjepis
Godec je bil med 2. svetovno vojno 3 leta zaprt v italijanskih zaporih. Leta 1950 je diplomiral na ljubljanski Pravni fakulteti in postal 1951 asistent na Pravni fakulteti v Ljubljani, 1960 je tam doktoriral, od 1978 je bil redni profesor za javno upravo in upravni postopek. Strokovno se je izpopolnjeval v ZDA, Združenem kraljestvu in Nizozemski ter Franciji.
Godec je predaval tudi na drugih visokošolskih ustanovah v Ljubljani, na Pravni fakulteti na Reki in na podiplomskem študiju ljubljanske, zagrebške in novosadske pravne fakultete. Dekan ljubljanske PF je bil od leta 1973 do 1976. Vse od ustanovitve 1956 pa je tudi sodeloval pri delu Inštituta za javno upravo. Leta 1961 je postal urednik Vestnika Inštituta za javno upravo
Godec je avtor številnih del s področja upravnih znanosti, javne uprave, upravnih postopkov in varstva pravic  ljudi v postopkih pred upravnimi organi.
Pisal je tudi za mladino. Njegova žena je bila ilustratorka Ančka Gošnik Godec.